# Sora no aosa o shiru hito yo
Sora no aosa o shiru hito yo (jap. 空の青さを知る人よ) – japoński film animowany z 2019 roku, stworzony przez studio CloverWorks i wydany przez Tōhō. Reżyserem był Tatsuyuki Nagai, a autorką scenariusza – Mari Okada.
Produkcja była nominowana do nagrody Japońskiej Akademii Filmowej w kategorii Animacja Roku w 2020.
Na podstawie filmu powstała manga autorstwa Yaeko Ninagawy, która ukazywała się w latach 2019–2021 w magazynie internetowym „Comic Newtype”. Została zebrana w czterech tankōbonach, wydanych między 25 października 2019 a 26 marca 2021